# Ferenc Majoros
Ferenc Imre Majoros (* 8. September 1923 in Budapest; † 6. März 2008 in Köln) war ein ungarischstämmiger Rechtswissenschaftler und historischer Publizist. Er war Professor an der Julius-Maximilians-Universität Würzburg.

## Leben
Majaros studierte an der Universität Budapest und wurde 1945 zum Dr. rer. pol. und 1946 Dr. iur. promoviert.
Ab 1962 lebte er in der Bundesrepublik Deutschland. Von 1967 bis 1988 war er wissenschaftlicher Mitarbeiter am Institut für internationales und ausländisches Privatrecht der Universität zu Köln. 1982 folgte die Habilitation bei Karl Heinz Neumayer an der Julius-Maximilians-Universität Würzburg. 1983 wurde er Privatdozent und 1987 außerplanmäßiger Professor für Völkerrecht, internationales Privatrecht, Rechtsvergleichung und Ostrecht und Lehrbeauftragter für osteuropäische und Neuere Geschichte an den Universitäten Würzburg und Heidelberg. Vorträge führten ihn nach Paris und an die Universidade de São Paulo.
Majoros veröffentlichte zu den Themen zweiseitige Urheberrechtsabkommen, privatrechtliche Staatsverträge und internationales Privatrecht sowie zur Geschichte Mittel- und Südosteuropas. Mehrere Beiträge erschienen für das Bundesinstitut für ostwissenschaftliche und internationale Studien. 1985 wurde er Schriftleiter der Zeitschrift Die Friedens-Warte.

## Schriften (Auswahl)
- Les arrangements bilatéraux en matière de droit d'auteur. A. Pedone, Paris 1971.
- Le droit international privé. Presses Universitaires de France, Paris 1975. (4. Auflage 1997)
- Les Conventions internationales en matière de droit privé. Abrégé théorique et traité pratique. 2 Bände, A. Pedone, Paris 1976/80, ISBN 2-233-00026-9 / ISBN 2-233-00080-3.
- (Hrsg.): Die Rechtshilfeabkommen der DDR (=  Verträge sozialistischer Staaten. Bd. 3). Berlin-Verlag, Berlin 1982, ISBN 3-87061-232-0.
- (Hrsg.): Die Konsularabkommen der DDR (= Verträge sozialistischer Staaten. Bd. 4). Berlin-Verlag, Berlin 1984, ISBN 3-87061-235-5.
- mit Werner Barfuß, Bernard Dutoit, Hans Forkel, Ulrich Immenga (Hrsg.): Festschrift für Karl H. Neumayer zum 65. Geburtstag. Nomos, Baden-Baden 1985, ISBN 3-7890-1203-3.
- mit Bernd Rill: Bayern und die Magyaren. Die Geschichte einer elfhundertjährigen Beziehung. Mit einem Geleitwort von Bertalan Andrásfalvy und einem Vorwort von Georg Freiherr von Waldenfels, Pustet, Regensburg 1991, ISBN 3-7917-1303-5.
- mit Bernd Rill: Das Osmanische Reich (1300–1922). Die Geschichte einer Grossmacht. Pustet, Regensburg 1994, ISBN 3-7917-1369-8. (4. Auflage 2002)
- mit Armin A. Steinkamm, Bernhard W. Krack (Hrsg.): Politik. Geschichte, Recht und Sicherheit. Festschrift für Gerhard Ritter. Aus Anlass seines achtzigsten Geburtstages dargebracht von Freunden, Schülern und Kollegen. Ergon, Würzburg 1996, ISBN 3-928034-87-1.
- Karl V. Habsburg als Weltmacht. Styria, Graz 2000, ISBN 3-222-12769-7.
- Geschichte Ungarns. Nation unter der Stephanskrone. Katz, Gernsbach 2008, ISBN 978-3-938047-30-9.